# Deorfanizzazione
Con il concetto di deorfanizzazione si intende nel linguaggio scientifico  la scoperta di o la associazione stessa di un elemento (per esempio un recettore della membrana cellulare) ad una proprietà, una funzione (per esempio fisiologica) od altro elemento (per esempio il corrispondente ligando che funge da attivatore) fin ad allora ignoti, non ancora compresi o non ancora studiati appositamente.
Se nel corso di una ricerca si individuano delle (anti)particelle, degli isotopi, atomi, molecole, geni, macromolecole, cristalli, specie, ... senza poterli investigare ulteriormente o senza trovare delle controparti di cui per esempio per simmetria si suppone l'esistenza, questi rimangono per così dire orfani (per esempio in una banca dati nel caso siano innumerevoli) fin quando non si scoprano le loro caratteristiche che le possano definire più dettagliatamente in un certo contesto o appunto la controparte (per esempio l'antimateria corrispondente). Mentre le mappature atomiche ed isotopiche sono praticamente concluse, quella delle particelle nucleari, la mappatura genetica, quella dei recettori cellulari, ecc. sono oggetto di ricerca scientifica attualissima. Ogni volta che un elemento o funzione viene individuato, si può parlare di deorfanizzazione.
In farmacologia si parla di orfani anche per quei farmaci ancora mancanti, non tanto per mancanza di interesse scientifico ma per mancanza di interesse commerciale da parte delle case farmaceutiche e quindi di investimenti per la ricerca, trattandosi della cura di malattie rare.